# Motyle (Basse-Silésie)
Motyle est une localité polonaise de la gmina de Gromadka, située dans le powiat de Bolesławiec en voïvodie de Basse-Silésie.